# Freelance Whales
Pour les articles homonymes, voir Freelance (homonymie).
Freelance Whales est un groupe de rock indépendant américain, originaire du Queens, à New York. Ses membres sont Judah Dadone, Doris Cellar, Chuck Criss, Jacob Hyman et Kevin Read.

## Biographie
Freelance Whales est formé en 2008, à travers une annonce Craigslist. Le premier album du groupe, Weathervanes, est composé par le chanteur Judah Dadone, les paroles se basant sur ses souvenirs d'enfance et ses rêves. Originaire de New York, le nom du groupe s'inspire de l'atmosphère freelance qui caractérise leur ville. Judah Dadone, expliquera : « Tout le monde à New York est freelancer de quelque chose, et on l'était aussi quand on jouait dans le métro. » Le multi-instrumentaliste Chuck Criss est le frère de Darren Criss. Le groupe attire l'intérêt en octobre 2009 dans le métro de New York. Plus tard en 2009, ils auto-publient Weathervanes ; l'album est réédité le 27 avril 2010 aux labels Frenchkiss et Mom + Pop.
En septembre 2010, Twitter choisit Freelance Whales pour la musique de fond d'une vidéo. La même chanson, Generator ^ First Floor, est utilisée dans la série télévisée Chuck, diffusée sur NBC, plus précisément dans le premier épisode de la quatrième saison Chuck vs. the Anniversary, diffusée le 20 septembre 2010, et dans des publicités pour la Chevrolet pendant le Chevy Volt. Le 12 octobre 2010, la chanson Broken Horse apparait un épisode de One Tree Hill (Nobody Taught Us to Quit).  La chanson The Great Estates est utilisée dans la première saison de Covert Affairs.
Le groupe publie son premier album, Diluvia, le 9 octobre 2012. Le 17 avril 2013, le groupe annonce sur Facebook le départ de Doris Cellar. Le 15 août 2014, une nouvelle chanson du groupe, intitulée Hyde, est postée sur la chaine YouTube de The Wild Honey Pie. En 2015, le groupe joue au South by Southwest d'Austin.

## Membres

### Membres actuels
- Judah Dadone – chant, banjo, guitare acoustique, guitare électrique, synthétiseur, basse (depuis 2008)
- Chuck Criss – banjo, basse, synthétiseur, glockenspiel, harmonium, guitare acoustique, guitare électrique, chant (2008-2022)
- Jacob Hyman –  batterie, percussions, chant (depuis 2008)
- Kevin Read – guitare électrique, glockenspiel, mandoline, synthétiseur, chant (depuis 2008)

### Anciens membres
- Doris Cellar (2008-2013)
- Hayley Jane Batt
- Timothy Cronin

## Discographie
- 2010 : Weathervanes
- 2012 : Diluvia